# Sirenia (groupe)
Pour les articles homonymes, voir Sirenia.
Sirenia est un groupe de metal gothique symphonique norvégien fondé par Morten Veland en 2001 après avoir quitté son premier groupe : Tristania. Dans ce nouveau groupe, Morten est un membre permanent et leader idéologique. Auteur, compositeur, il interprète désormais presque toutes les parties musicales des albums publiés.
Les deux premiers albums du groupe At Sixes and Sevens (2002) et An Elixir for Existence (2004) se concentrent sur le son gothique qui a fait le succès des débuts de Tristania. Le groupe commence à se rapprocher du metal symphonique avec l'album Nine Destinies and a Downfall (2007). Après avoir vu passer trois chanteuses différentes pour les trois premiers albums, Sirenia se stabilise en 2008 avec l'arrivée de la chanteuse espagnole Ailyn. Après quatre albums et neuf années de collaboration le groupe se sépare de la chanteuse. Elle est remplacée la même année par la mezzo-soprano française Emmanuelle Zoldan, qui faisait partie du Sirenian Choir depuis 2003.
Pour leur enregistrement, un grand nombre de guitares sont utilisées : guitare basse, guitare acoustique, guitare électrique, guitares à six, sept et douze cordes, ainsi que de la batterie, du synthétiseur, du piano et du violon. Caractéristique du projet : le chant féminin avec l’insertion d’un chœur, du chant guttural et du chant masculin clair. Les premières œuvres du groupe sont caractérisées comme étant des compositions mélodiques et mélancoliques avec le rôle dominant du chant guttural parmi les voix, plus tard leur musique deviendra plus rythmique et moins sombre.

## Biographie

### Début etAt Sixes and Sevens

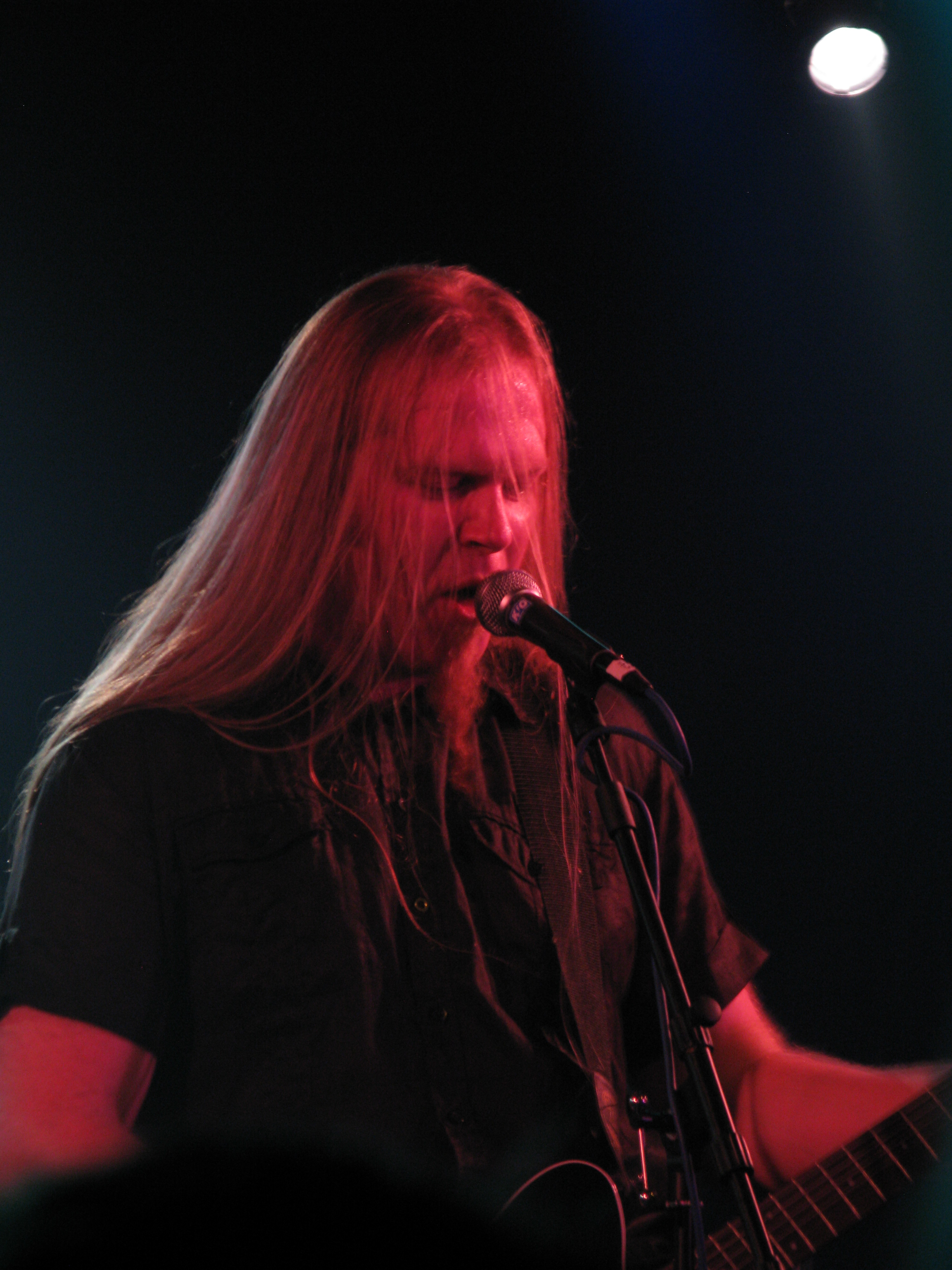
Morten Veland forme Sirenia après avoir quitté Tristania, son premier groupe.

L’ancien chanteur, guitariste et compositeur principal de Tristania, Morten Veland après avoir quitté ce groupe décide de continuer son travail musical dans le metal gothique. Souhaitant apporter un nouveau son à ce genre lugubre, Morten Veland organise en 2001 le projet « Masters of Sirenia », dont le nom fut plus tard réduit à « Sirenia ». À la suite de nombreux croisements musicaux, la musique du groupe a acquis les caractéristiques des sons des musiques gothique, metal et classique accompagnés des éléments typiques du Black metal et du Death metal. Leur musique est basée sur la puissance de la batterie, de la basse, des guitares rythmiques, du claviers, dont le piano, et occasionnellement du violon. Le chant se distingue aussi par une grande variété : Chant guttural, et clair, un mélange de voix masculines et féminines, des chœurs et des sample sont utilisés. Les sujets des chansons sont traditionnels du mouvement gothique : la Vie et la mort, l’amour et la haine ainsi que la colère.
Après avoir expérimenté et accumulé du matériel pour l’enregistrement, Morten commence à chercher des musiciens. Le premier à participer au groupe fut l'ami proche de Veland, Kristian Gundersen, des groupes New Breed et Elusive, qui s’occupa pour l'album de la guitare et de voix masculines clairs. Après, ils invitèrent ensuite la chanteuse française Fabienne Gondamin, le guitariste norvégien Jan Kenneth Barkved (Morendoes, Elusive, Tristania), le violoniste Pete Johansen (Tristania, Morgan, The Scarr, The Sins of Thy Beloved), ainsi que quatre autres personnes pour le chœur. En 2002, le groupe enregistre leur premier album At Sixes and Sevens au studio Sound Suite en France. L’album parait chez le label Napalm Records, puisque selon les termes d'un contrat, qui est en vigueur depuis Tristania, Morten doit rester chez cette maison de disques pour deux autres albums.
Le premier album est chaleureusement accueilli par les critiques, recevant respectivement 93%et  75% des magazines Legacy et Rock Hard. À la suite du succès de l’album, il est décidé de faire une tournée européenne, mais Fabienne n’est pas prête à se consacrer à des tournées interminables, puisque cette dernière vit et travaille en France, ce que Morten savait depuis le début. Veland revient en Norvège et commence à chercher une nouvelle chanteuse. Après avoir écouté plusieurs candidates, c’est Henriette Bordvik, une chanteuse norvégienne né en 1984, qui n’écoute presque pas de musique gothique, préférant la musique plus lourde comme les Guns N' Roses, Iron Maiden, Opeth, Dimmu Borgir ou Vintersorg . Henriette participe à la tournée européenne, ou participait également les groupes Trail of Tears, Edenbridge, Battlelore et Saltatio Mortis, ainsi qu’à une tournée européenne appelée The magic of Angels Festival Tour .

### An Elixir for Existence

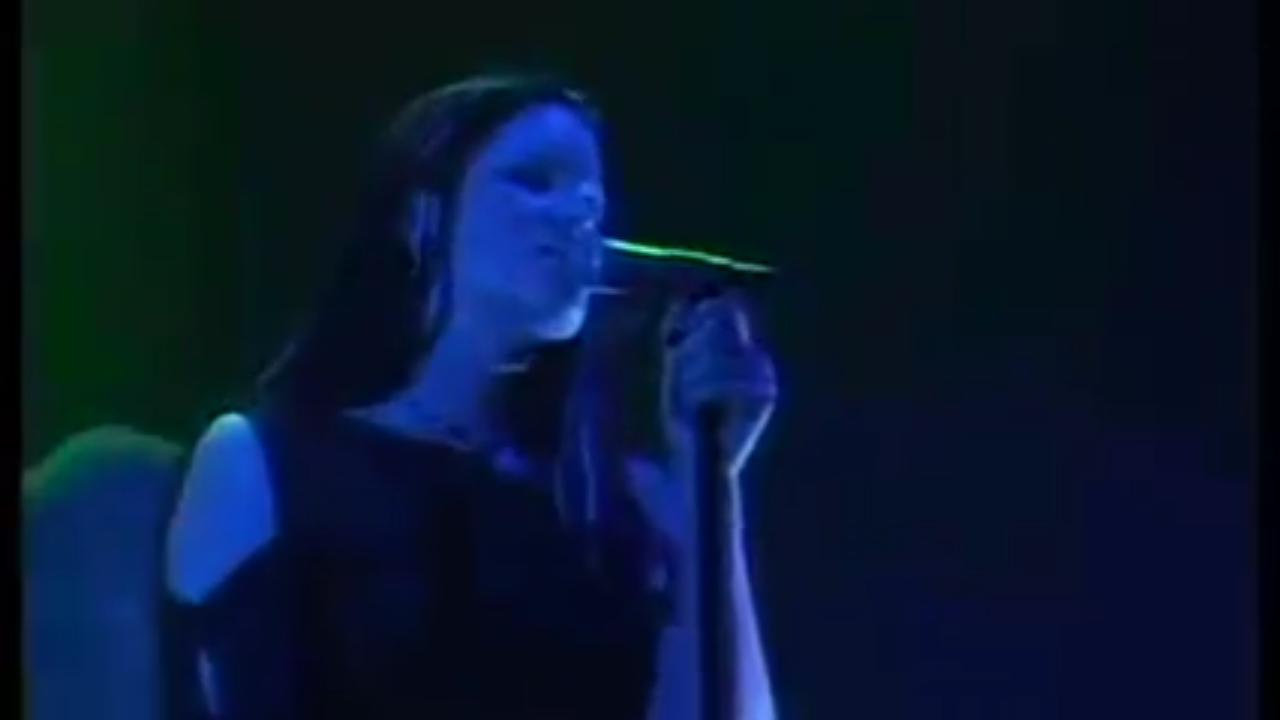
Henriette Bordvik chanteuse du groupe en 2004.

Pendant la tournée, Morten écrit de nouvelles chansons, et à la fin du mois d’août 2003, avec Kristian, ils retournent au Sound Suite Studio pour travailler sur le deuxième album. Parmi les membres qui ont participé aux compositions et aux enregistrements du premier album, il ne reste plus personne, car tous les musiciens, à l'exception de Kristian, n’ont été embauchés que pour la durée d'un seul album. Cette fois, Morten engage la violoniste Anne Verdot et une chorale française de cinq personnes. De plus Jonathan Pérez, batteur de Trail of Tears est engagé comme membre permanent. Tous les autres instruments ont été programmés par Morten. Cette fois-ci, il essaye de donner à chaque chanson un son et une structure individuelle. L’album se distingue de son prédécesseur par un grand nombre de compositions épiques aux arrangements symphoniques. Lorsque la musique fut terminée d’être écrite, Henriette vint en France pour apporter la touche finale à la création du nouvel album, qu'ils décidèrent de l'appeler An Elixir for Existence. En même temps que l’enregistrement de l’album, le EP Sirenian Shores est enregistré, comprenant deux nouvelles chansons, deux remixes et une reprise de Leonard Cohen, en duo avec la mezzo-soprano française, Emmanuelle Zoldan. Après avoir enregistré l’album et l’EP, en août 2004, Kristian quitte le groupe, car il souhaitait prêter plus d’attention à ses deux autres groupes New Breed et Elusive . Quant à Jonathan, lui participait à ce moment à la tournée européenne de Trail of Tears, laissant ainsi Morten et Henriette seuls chez Sirenia à cette époque. Étant donné qu'une telle composition était très problématique pour les futurs concerts, Morten decide alors d'inviter temporairement Roland Navratil, batteur d'Edenbridge et Bjørnar Landa, guitariste de Deathfare et Artifact, ce dernier, devint en 2006 un membre permanent. En ce cadre, Sirenia participe à plusieurs festivals gothiques et fait également plusieurs tournées en Europe en compagnie de groupes tels que Atrocity, Leaves' Eyes, Battlelore, Tiamat, Theatre of Tragedy et Pain .
L’album reçut les notes de 87%  et 75%  de la part des magazines Legacy et Rock Hard. Les critiques ont noté qu’en général le travail dans l’ensemble du groupe s’avérait très bon, mais rien de nouveau n’est apporté par rapport à l’album précédent. Cela s’explique en partie par le fait que les morceaux ont commencé à être composés immédiatement après la sortie du premier album et ont donc naturellement poursuivi sa ligne. Et en partie par le fait que la voix d’Henriette est très similaire à celle de Fabienne. Un an après la sortie de cet album, en novembre 2005 Henriette quitte le groupe :

Ce fut une décision difficile à dire, mais le moment est venu pour moi de quitter Sirenia. Je vois que tous les musiciens passent tout leur temps à enregistrer pour le nouvel album, et comme je ne peux plus consacrer autant de temps que nécessaire à Sirenia et à ce que ce projet mérite vraiment, nous avons décidé que, pour le bien du groupe, je devais partir. Pas de désaccords particuliers ni de querelles, juste une attitude légèrement différente envers la musique. Je ne pense pas que Sirenia soit vraiment quelque chose qui m'aide à avancer et auquel je pourrais me consacrer entièrement. Je leur souhaite bonne chance dans le futur et une bonne réussite pour la sortie des nouveaux albums, et merci à tous pour votre soutien !

### Nine Destinies and a Downfall
En mai 2005, le groupe signe chez le label Nuclear Blast, puisque le contrat avec Napalm Records avait expiré. Au moment où Sirenia publie une annonce pour une nouvelle chanteuse, Monika Pedersen quitte son groupe de metal progressif gothique danois, Sinphonia, car aucune maison de disques n'était intéressée par leur démo, chaque membre du groupe a décidé de se concentrer sur d'autres projets. Au même temps, le groupe Nightwish cherche une nouvelle chanteuse afin de remplacer Tarja Turunen, Monika décide d’envoyer une demande d'audition. Sans attendre de réponse, Monika continue à chercher une place dans un groupe et trouve l’annonce sur le site de Sirenia. En réponse à sa candidature, Morten l’invite pour une audition, qu'elle termine avec succès et le 10 avril 2006, devient membre à part entière du groupe. Monika est née en 1978 dans la ville d'Aarhus, l'une des plus grandes villes du Danemark. Elle a commencé à chanter à l'âge de six ans et s'est intéressée au metal vers treize ans. Ses groupes préférés sont Nevermore et Faith No More.
En février 2007, le troisième album, intitulé Nine Destinies and a Downfall, sort. Toutes les chansons ont été écrites par Mortem, mais cette fois-ci le résultat est considérablement différent de ses travaux précédents. Premièrement, au lieu d’équilibrer la voix masculine et féminine, la voix féminine domine. Deuxièmement, la musique est devenue plus rythmique et moins sombre. Troisièmement, pour élever la qualité de l’enregistrement à un meilleur niveau, les enregistrements de l’album ont eu lieu à la fois dans plusieurs studios : Jailhouse en Norvège, Sound Suite en France, et le mixage et le mastering ont eu lieu dans la ville natale de Monika, au studio Anfarm. Pour la conception de la couverture, le nouveau label leur a conseillé de contacter Anthony Clarkson, qui a dessiné des pochettes pour Blind Guardian, Rage, Lacuna Coil, In Flames et d'autres encore. Anthony s’est avéré être un fan de longue durée de Sirenia et a fait avec plaisir le travail demandé. Deux vidéos clip ont été tirés de l’album : My Mind’s Eye  et The Other Side .
Pour la sortie de l'album, une tournée européenne a eu lieu et les fans russes furent les premiers à entendre la performance live des nouvelles chansons. Immédiatement au lendemain de la sortie officielle de l’album, ce dernier atteint la 54e place des charts Allemands, et le single My Mind’s Eye fut pendant plusieurs semaines en première place des charts des radios grecques. Avec le succès de l'album, Monika est apparue à la radio en tant que quo-animatrice du «DJ PainKiller Show» (The DJ PainKiller Show), une émission hebdomadaire de deux heures consacrée aux rock et aux metal anciens et nouveaux, se déroulant en ligne sur Hard Rock Radio Live .
Le 5 novembre 2007, Monika quitte le groupe : 

« Après de longues délibérations, j'ai décidé de quitter Sirenia, mais je vais continuer à faire de la musique. La raison de mon départ est que nous avons des goûts musicaux trop différents, et je ne pense pas que ce soit exactement ce groupe dont j'ai besoin. J'ai passé de bon moment avec eux, j'ai acquis de l'expérience et je souhaite à l'équipe tout le meilleur pour l'avenir. Je veux dire un grand merci à tous les fans pour leur soutien - vous m'entendrez toujours .»

### The 13th Floor
À la suite du départ de Monika, une annonce a été publiée sur le site du groupe pour trouver une nouvelle chanteuse. L'audition a accueilli environ 500 candidates, et le 9 avril 2008, le groupe annonce qu’il s’agit de la chanteuse espagnole Pilar Giménez García qui prend la place de chanteuse. Pilar est née le 29 mai 1982 à Barcelone, mais vit à Grenade. Elle a commencé à chanter à l'âge de onze ans et professionnellement à partir de dix-huit ans. Pour chanter elle utilise le nom de scène "Ailyn". Elle découvre le metal en ayant vu un clip de Within Temptation à la télévision, puis commença à chercher sur Internet des informations sur le groupe et leur style. En ajoutant tous les groupes de metal gothique d'affilée à ses amis sur Myspace, Sirenia en fit partie et puisque plusieurs des phonogrammes d'Ailyn furent publiés sur la page du groupe, une demande du groupe lui a été immédiatement envoyée, l'invitant à auditionner. Voici comment cela s'est produit à partir des paroles de Pilar elle-même:

« J’ai été choisie comme nouvelle chanteuse de Sirenia par hasard. Ma sœur les a ajoutés comme amis sur MySpace, mais nous ne pouvions pas imaginer que si on voulait auditionner pour le groupe, on devait leur envoyer une démo ou les ajouter comme amis, j'ai vraiment été surprise quand ils m'ont répondu me demandant de venir en Norvège pour auditionner pour le poste de nouvelle chanteuse. J'y suis allée deux fois, la première fois pour une audition en studio et la seconde avec tous les membres du groupe. Je pense qu'ils m'ont choisie parce que j'étais exactement ce que cherchait Morten, et aussi parce que dès la première rencontre un contact s'est établi entre tous les membres du groupe et moi .

|                                           |  |  |
| Sirenia au Global East Rock Festival 2010 |  |  |

Un mois après l’arrivée de la nouvelle chanteuse, Bjørnar, le guitariste, quitte le groupe, ne jouant aucune des nouvelles chansons en concerts, voulant consacrer plus de temps à sa famille et à ses études. Il est remplacé par Michael Krumins, qui comme Bjørnar, joue uniquement lors des performances live, car pour les enregistrements des albums, Morten se charge d’enregistrer toutes les parties Basses/Guitares. Jonathan n’a pas non plus participé à l’enregistrement du nouvel album, car tous les morceaux de batterie furent programmés par Morten. Le nouvel album, fut enregistré en septembre 2008, juste cinq mois après l’arrivée de Pilar, et est nommé The 13th Floor. Cette rapidité de sortie s’explique par le fait qu’avant l’arrivée d’Ailyn tous les morceaux étaient presque terminés d’être écrits par Morten. Ce dernier a tout de même permis à Ailyn de choisir le style de la performance vocale elle-même, qui en fin de compte fut assez satisfaite . Cette fois, le violon est joué par la française Stephanie Valentine. Cet album voit le retour de Jan Kenneth Barkved, qui avait déjà participé lors de l’enregistrement du premier album. Il est invité à chanter à l’une des chansons. Le single de l’album est The Path to Decay, pour lequel un clip a été tourné.
Immédiatement après la sortie officielle, l’album atteint les 67e et 87e places des palmarès suisse et allemand. Après avoir fini de donner des interviews à propos de la sortie du nouvel album, le groupe fait une tournée en Europe de l’Est et du Sud : Russie, Moldavie, Ukraine, Pologne et Espagne. Un des concerts tenus en Espagne a lieu dans la ville natale de Ailyn, Barcelone ,. Quelques mois à peine après la tournée, le groupe repart pour une nouvelle grande tournée Européenne appelée  Beauty and the Beast Festival tour  en compagnie de groupes tels que Leaves' Eyes, Atrocity, Elis et Stream of Passion , mais Jonathan est forcé de manquer cette tournée à la suite de la naissance de son premier enfant. Il est remplacé par Roland Navratil, qui avait déjà tourné avec Sirenia pour des raisons de force majeure.

### The Enigma of Life

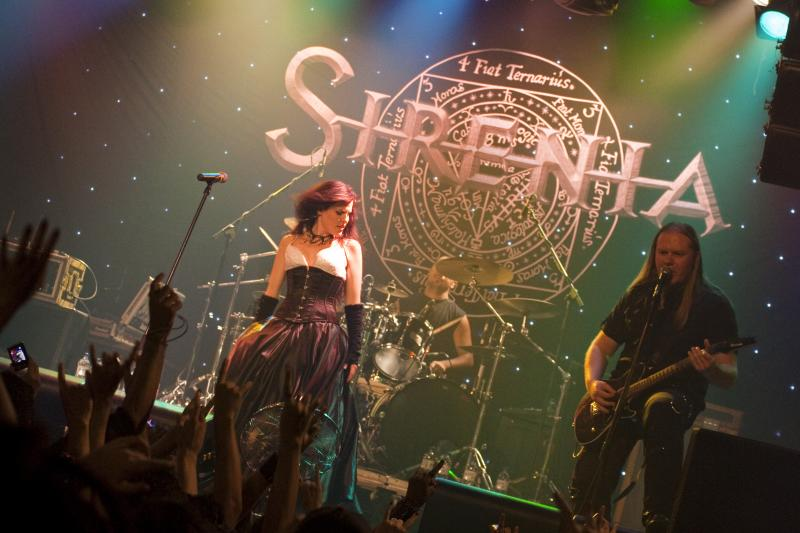
Sirenia en concert le 6 mars 2010.

De juillet à novembre 2010, un cinquième album est enregistré. Morten poursuit le parcours qu’il entreprend sur le troisième album, vers l’adoucissement de la musique, en supprimant les éléments inhérents à la musique metal et au death metal pour le rendre plus adapté à la scène et à la radio. Le 21 janvier 2011 est publié leur cinquième album, appelé The Enigma of Life. L'album se caractérise pour deux raisons : Un nombre total de titres supérieur à neuf pistes, ici 16, si l'on prend en compte les quatre pistes bonus. Ensuite, pour la première fois dans le répertoire de Sirenia, des chansons sont apparues, dont le texte principal est interprété dans une langue autre que l'anglais, à savoir en espagnol. Ces chansons sont : El Enigma de la Vida , qui est la version espagnole du morceau The Enigma of Life, ainsi que Oscura Realidad , qui correspond au morceau This Darkness . Le single de l'album est The End of It All , dont un clip vidéo fut publié le 5 janvier 2011. Le clip a été réalisé par le célèbre réalisateur suédois Patric Ullaeus, ayant déjà travaillé sur les clips de nombreux groupes comme Within Temptation, Lacuna Coil, In Flames, Evergrey, Dimmu Borgir, Dream Evil, Kamelot, Europe, ainsi que d'autres. Trois mois et demi après la sortie du clip, une annonce à propos du départ de Michael Krumins est apparue sur le site officiel du groupe .
Il est remplacé par le guitariste Jan Erik Soltvedt. Soltvedt accompagne Sirenia durant leur tournée en Amérique et en Europe en 2011, incluant un concert au Gallus Sonorus Musicallis festival (GSM Fest) en juin 2011 à Barcelone, au Portugal, et au Wacken Open Air en Allemagne, tenu début août.
Le 16 juillet 2011, a lieu l'un des concerts le plus important de l'année pour eux, celui tenu au Masters of Rock, qui a lieu annuellement dans la commune de Vizovice en République Tchèque. Ce concert est le premier du groupe dans ce festival depuis 2008.
Fin juillet et début août 2011, Sirenia tournèrent pour la deuxième fois en Amérique Latine, passant par des pays comme le Mexique, le Brésil, l'Argentine et pour la première fois au Pérou et au Chili en octobre de la même année.

### Perils of the Deep Blue
En octobre 2012, le groupe annonce l’enregistrement d’un nouvel album dont la sortie est prévue pour début 2013. Selon le groupe, l’album présentera plusieurs surprises et sa musique sera différente du style des deux albums précédents.

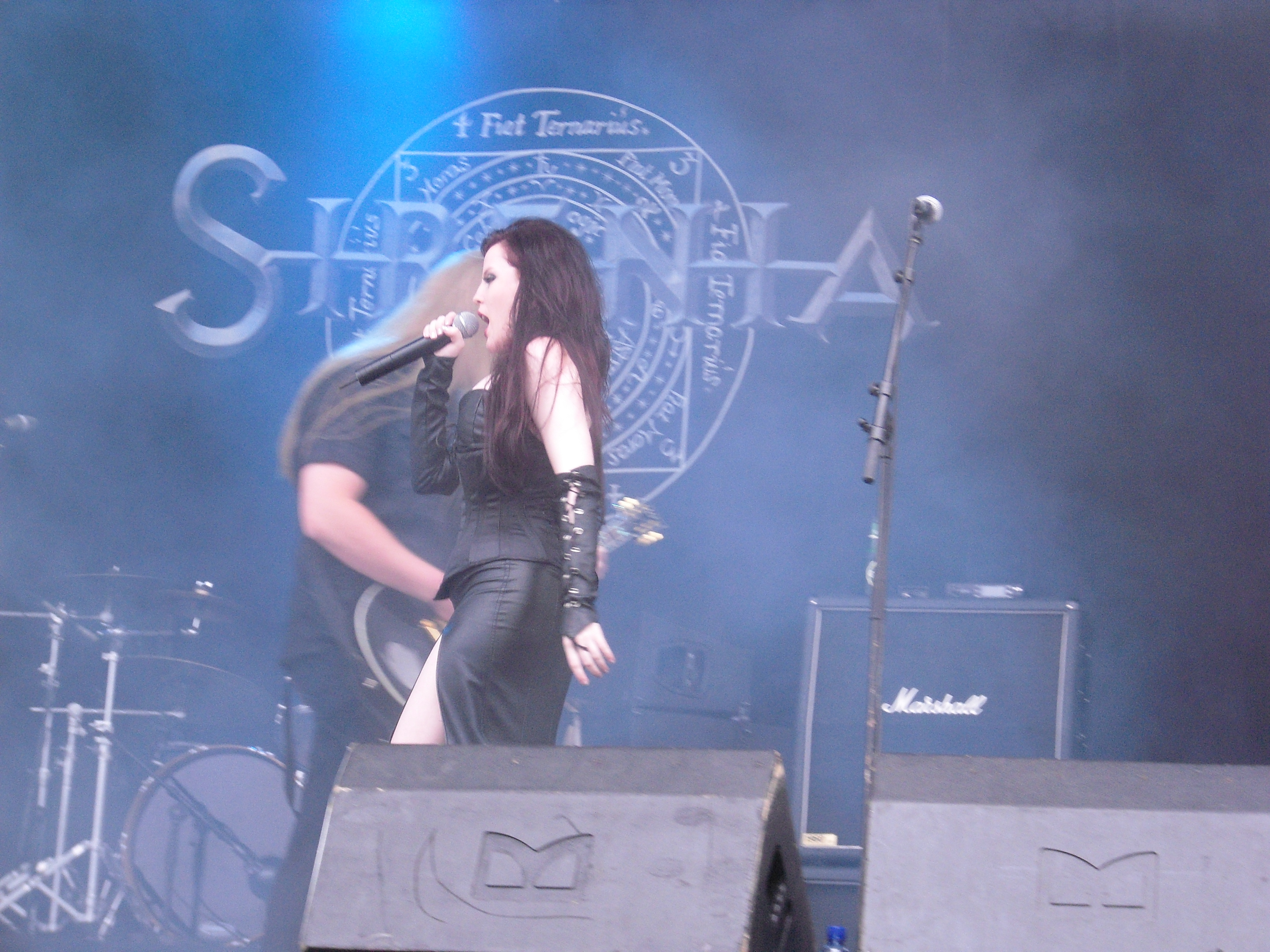
Ailyn en concert avec Sirenia au Norway Rock Festival en 2009

« Le nouvel album progresse très bien, nous sommes très confiants pour ce sixième album de Sirenia qui aura de belles surprises dans sa manche, car nous avons été déterminés à rendre ce disque quelque peu différent des deux albums précédents .

Le 12 mai 2013, le groupe sort le single Seven Widows Weep. Le 28 juin l’album Perils of the Deep Blue est publié. Comme l’album précédent, une chanson apparait dans le nouvel album dans une autre langue, ici en norvégien : Stille kom døden. Pour la première fois dans un album Sirenia, on trouve une chanson de 12 minutes. La chanson titre de l’album Seven Widows Weep  a été filmée par l’équipe d’i CODE Team Productions, qui a également géré les clips pour les chansons My Mind’s Eye et The Other Side, en Serbie,. Le clip s'inspire d'éléments fantastiques de la mythologie européenne, avec comme héros des croisés naviguant près des côtes rocheuses d'un fjord imaginaire où ils rencontrèrent par malchance des sirènes.
Produit par Morten Veland et masterisé et mixé par Endre Kirkesola aux Dub Studios en Norvège. La pochette est dessinée par l'artiste anglaise Anne Stokes, découverte par hasard par Veland via Internet. Ailyn rejoint la chorale norvégienne en 2012 pour pouvoir obtenir une formation ainsi que de l'inspiration pour le prochain album. Selon Morten, le processus d'écriture a pris deux ans. Ce dernier a commencé à écrire les chansons de l'album avant la sortie de The Enigma of Life.

"L'ensemble du groupe et toutes les personnes avec qui nous travaillons sont absolument ravis ! Cet album amène Sirenia au niveau supérieur et apporte de nombreuses nouvelles facettes à notre table. Il y a des éléments typiques de Sirenia, mais aussi des approches que vous n'avez jamais entendues auparavant. Je pense que je ne me suis jamais senti aussi bien avec un album tout au long de ma carrière. Ce que je veux dire, c'est que je les aime tous, mais celui-ci a quelque chose de spécial. C'est le résultat de deux ans et demi de travail, de sueur et de larmes. J'ai littéralement mis mon cœur et mon âme dans ce disque, je suis donc très curieux de voir ce que nos fans ainsi que la presse en penseront !" 

Perils of the Deep Blue est le premier album de Sirenia à arriver dans les charts américains, comme le Billboard Hard Rock Albums et les Heatseekers Albums.
Le 12 mars 2015, le groupe annonce sur sa page Facebook que Nightwatcher Films les a signés pour l’utilisation de leur chanson Ducere Me In Lucem tirée de Perils of the Deep Blue comme bande originale. La chanson sortira dans la séquence titre d’ouverture du film intitulé Abandoned Dead, sorti en janvier 2016.

### The Seventh Life Pathet départ d’Ailyn
Le groupe annonce leur retour chez le label Napalm Records le 3 avril 2014 avec un album prévu pour début 2015. Le 10 février 2015, Sirenia annonce que le prochain album sera intitulé The Seventh Life Path. Sirenia a contacté l'artiste de renommée Gyula Havancsák de Hjules Illustration and Design pour illustrer la couverture de leur nouvel album.
Le 8 avril 2015, est publiée la vidéo officielle du single Once My Light, réalisée par Icode Team et tournée à l’intérieur d’un manoir en Serbie.
L'album arrive à la 18e position des US Heatseeker Albums ainsi que la 77e place des charts Suisses,.
Le 5 juillet 2016, Sirenia annonce qu’après 8 ans de travail commun le groupe se séparait en de bons termes avec Ailyn  et que le travail pour le prochain album se déroulerait normalement. Le même jour, Ailyn publie une déclaration contestant la revendication du groupe, déclarant que cette décision n’était pas la sienne et qu’elle n’en faisait pas partie.

### Dims Days of Dolor

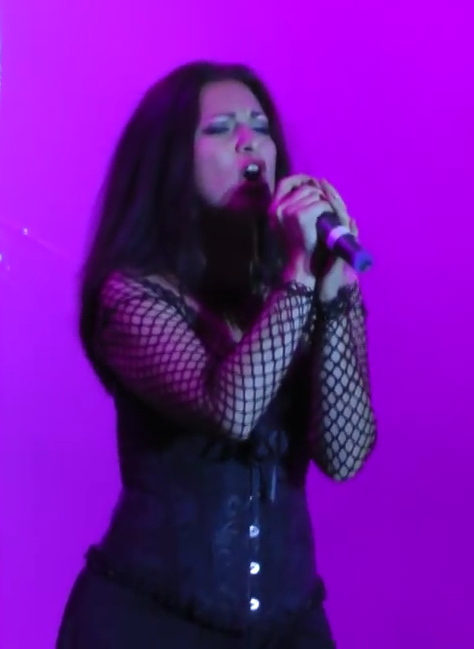
Emmanuelle Zoldan devient en 2016 la nouvelle chanteuse du groupe après le départ d'Ailyn

Le 29 août 2016, Sirenia révèle le nom de son huitième album, Dim Days of Dolor. Le 8 septembre 2016, Sirenia annonce l'arrivée d'une nouvelle chanteuse, Emmanuelle Zoldan, originaire d'Aix-en-Provence, cette dernière travaille avec Sirenia depuis 13 ans en faisant partie du Sirenian Choir. Elle avait été la chanteuse  sur la reprise "First We Take Manhattan" de Leonard Cohen sur le quatrième morceau de l’EP Sirenian Shores. Un des aspects notables de l'album est la faible présence du chant guttural de Morten et de la chorale lyrique française, en comparaison avec les albums précédents.
Sirenia tourne avec Arkona et Mindmaze en mai 2017 aux États-Unis et au Canada. Puis en octobre, le groupe participe au Female Metal Voices Tour en compagnie de The Birthday Massacre et de The Agonist.
En octobre 2017, avant une tournée européenne, le guitariste français Nils Courbaron est invité à participer aux concerts en tant que remplaçant de Jan Erik Soltvedt. En novembre, le batteur Jonathan Pérez quitte le groupe et rejoint officiellement Green Carnation. Par conséquent, Sirenia a de nouveau recruté, de facon temporaire, le batteur autrichien Roland Navratil, qui avait participé aux tournées en 2004-2005 et 2009.
Le groupe est de retour en Amérique du Nord pour participer à la croisière heavy metal, 70000 Tons of Metal pour deux concerts, les 2 et 3 février 2018.
Sirenia tourne en Amérique du Nord pour la deuxième fois avec le groupe de metal canadien Threat Signal en avril 2018, ayant comme première partie les groupes Valinor Excelsior, Graveshadow, Niviane et Dire Peril.

### Arcane Astral Aeons

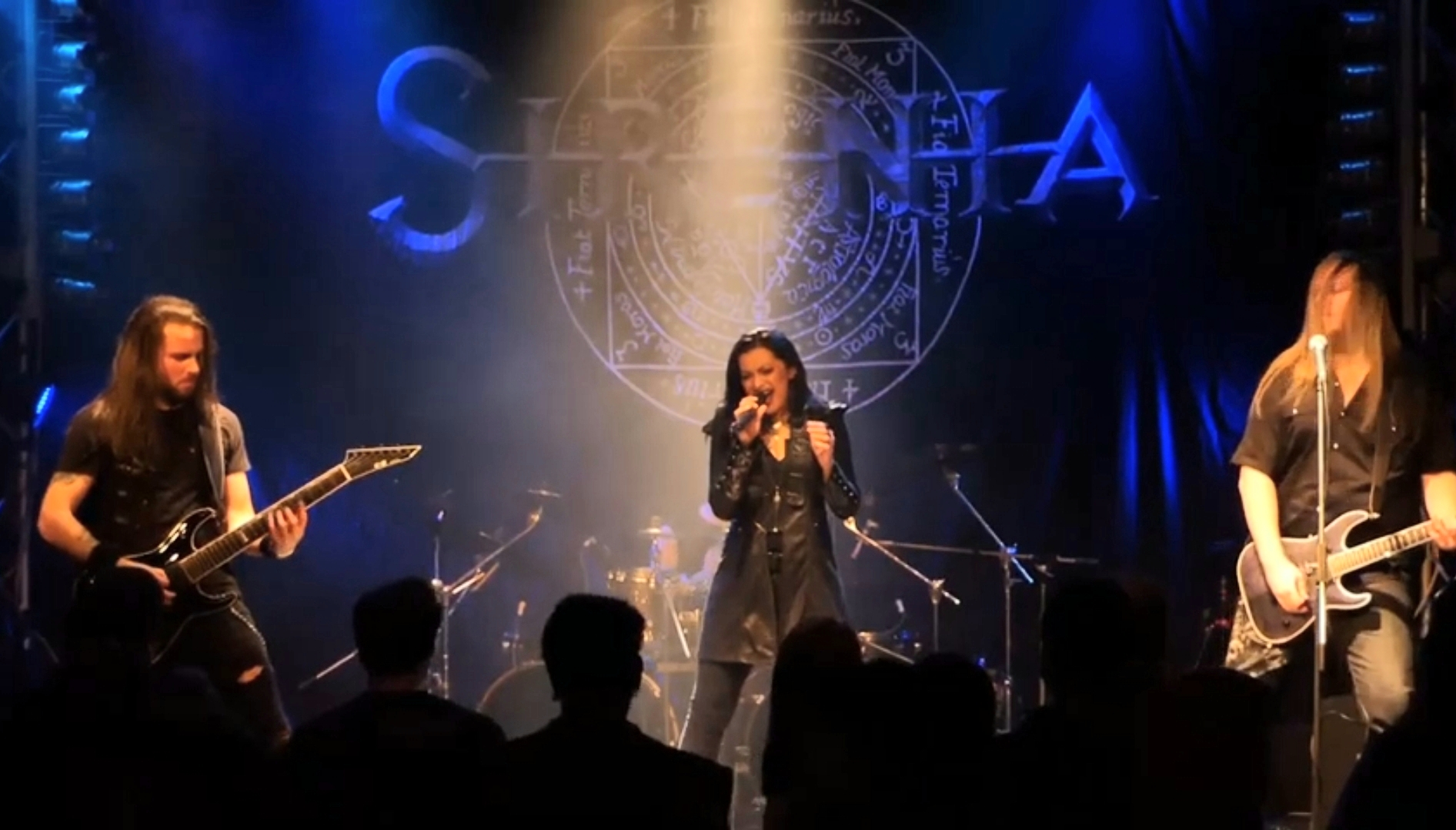
Sirenia en 2019 lors du Metal Female Voices Fest

Le 14 août 2018, Sirenia dévoile le titre de leur neuvième album Arcane Astral Aeons, ainsi qu’une tournée européenne en automne. L’album sort le 26 octobre 2018,. Arcane Astral Aeons est composé par Morten Veland au début de 2018, lors de la pause de la tournée nord-américaine que Sirenia a terminée en avril.
Le 14 août, les détails de l'album sont révélés. Fondamentalement, l'album à la même production et la même ingénierie que Dim Days of Dolor (2016). Il est enregistré entre mai et juillet 2018 dans le studio d'enregistrement personnel de Morten (Audio Avenue Studios) à Tau, dans le Rogaland. Des enregistrements supplémentaires ont été réalisés aux studios Sound Suite à Marseille. Contrairement à tous les autres albums du groupe, tous les membres ont contribué à la création de l'album. Les guitaristes Jan Erik Soltvedt et Nils Courbaron ont tous deux enregistré les solos sur plusieurs morceaux. De plus, Emmanuelle Zoldan démontre beaucoup plus ses compétences de chanteuse d'opéra et écrit les paroles en français sur deux chansons, Nos Heures Sombres et Desire. À propos de l'album et de la campagne de financement, Morten a déclaré :

Cet album est unique en son genre car c'est le premier album que nous avons créé avec nos fans. Tous ceux qui ont soutenu notre campagne d'engagement ont directement contribué au financement de l'album et à en faire ce qu'il est devenu. [...] 

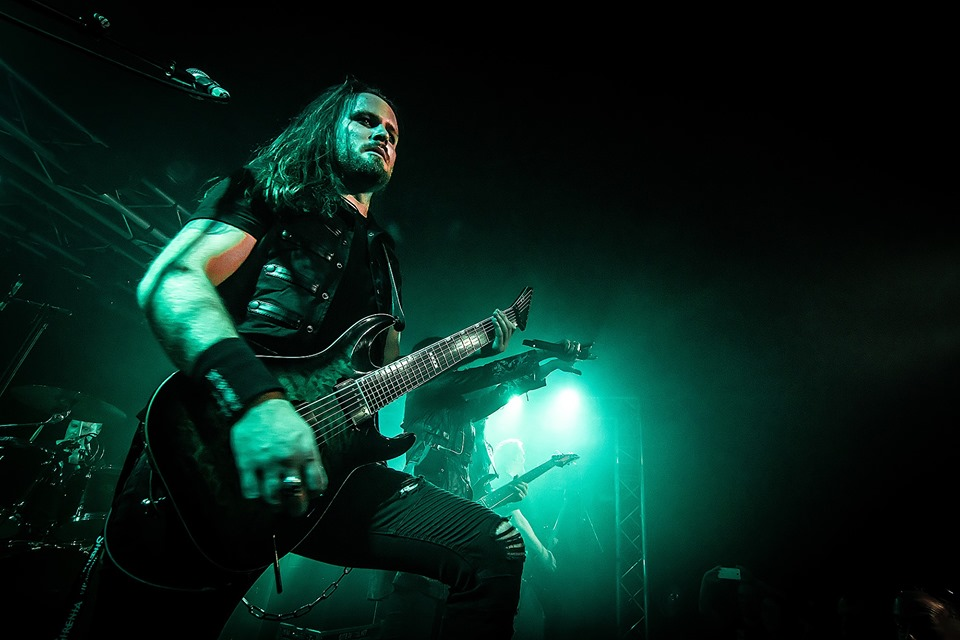
Sirenia en concert à Paris en 2018, ici en premier plan le guitariste français Nils Courbaron.

L'album est mixé aux studios Hansen à Ribe au Danemark par le producteur et ingénieur du son, Jacob Hansen. La pochette a de nouveau été créée par l’artiste hongrois Gyula Havancsák de Hjules Illustration And Design.
Un lyric vidéo est réalisé pour le single Love Like Cyanide sorti le 21 septembre 2018. La chanson présente une apparition de Yannis Papadopoulos du groupe finlandais Beast In Black. Le 12 octobre, la chanson Into the Night sort en tant que second single, suivi d’un vidéoclip. Les deux vidéos ont été réalisées par le cinéaste et musicien suédois Owe Lingvall.
Avec une tournée européenne au printemps, Sirenia annonce rejoindre Leaves' Eyes, Forever Still et Lost in Grey lors d’une tournée européenne à l’automne 2019.

### Riddles, Ruins & Revelations
Le 24 mars 2020, lors de la quarantaine due au Covid-19, le groupe annonce sur leur page Facebook, qu'ils profitent de l'isolement pour travailler sur un nouvel album qui paraitra chez Napalm Records.

Salut les gars ! Nous espérons que vous et vos familles êtes tous sains et saufs. Nous utilisons ce temps d'isolement pour travailler sur un nouvel album.[...]

Le 8 décembre 2020, le groupe annonce la sortie de leur prochain album : Riddles, Ruins & Revelations. L'album est produit, mixé et masterisé par Morten Veland. Ce nouvel album du quatuor Franco-norvégien marque un tournant dans la musique du groupe, mélangeant metal symphonique lourd et des éléments des musiques modernes. Ce mélange offre une nouvelle tournure à la musique du groupe tout en gardant l’essentiel de la musique du groupe. L'album contiendra une reprise du titre Voyage, Voyage de la chanteuse française Desireless.
L'annonce de la sortie de l'album est accompagnée par la publication d'un premier single appelé Addiction No. 1. Veland déclare : "Ceci est notre premier single extrait de l'album à venir. Musicalement, je pense que cette chanson montre vraiment un côté moderne et nouveau de Sirenia. Je trouve la chanson très entraînante, mais lourde en même temps. De plus, les éléments électroniques jouent un rôle plus important dans cette chanson."
Le 12 janvier 2021, le groupe fait paraitre son deuxième single, We Come To Ruins. Le titre s'oriente plus heavy que son prédécesseur mais reste selon Veland "un morceau plus “typique” de Sirenia",. Le 10 février le groupe sort comme troisième single leur reprise de Voyage, Voyage qui est accompagné d'un clip vidéo.

### Sources, style, influence
De nombreux groupes tels que Guns N 'Roses, Mötley Crüe, Alice Cooper et Metallica ont inspiré Morten lorsque celui-ci a commencé à faire de la musique. Quelques années plus tard, il découvre la scène gothique britannique, dont les représentants sont The Sisters of Mercy, Fields of the Nephilim et the Mission . Morten aimait beaucoup l’atmosphère sombre présente dans la musique de ces groupes, sans jamais renoncer à ses goûts antérieurs. Il décide donc d’unir les éléments caractéristiques de la musique gothique avec les éléments inhérents du metal, et depuis 1994, Morten expérimente dans cette nouvelle direction. Petit à petit il améliore sa musique en amenant progressivement un nouveau style, Morten tente de relier des éléments de la musique classique comme les chœurs, le violon et du piano avec les éléments du rock et du metal, et avec l’aide d’un synthétiseur il tente de donner toute cette atmosphère mélancolique. Selon lui, toutes les difficultés liées de la combinaison de ces musiques apparemment incompatibles sont un catalyseur pour les chansons ; sans elles, écrire de la musique deviendrait une routine. La classification exacte du style obtenu est difficile à classer, puisque la musique de Sirenia combine des éléments de genres divers. Dans les mélodies, on peut retrouver des éléments de black metal, death metal, doom metal, metal gothique et metal symphonique avec une nette prédominance des deux derniers genres ,,. Voici ce que Morten lui-même dit au sujet du style du groupe :

« Il nous a toujours été difficile d'attribuer un certain genre à notre musique, car elle est basée sur l'utilisation d'éléments de différents styles et en les combinant ensemble n’en faire qu’un seul grand concept musical. Mais si je devais comparer avec d'autres groupes, je mentionnerais, par exemple, Nightwish ou Within Temptation, la musique de ces groupes contient des éléments qui sont caractéristiques à Sirenia, bien que, je pense que nous avons notre propre style.»

En plus des groupes déjà mentionnés, Morten est également grandement influencé par la musique et les paroles de Leonard Cohen, qui lors de son enfance était son l'artiste préféré. Après que Morten ait acheté sa première guitare électrique en 1992, il commence à penser à créer une reprise d'une de ses chansons, mais la réalise seulement 12 ans plus tard, quand il eut suffisamment d'expérience pour cela. Malgré le fait que Morten écoute de la musique de styles et de tendances très divers, il donne une préférence à la musique des années 1970, 80 et au début des années 1990, comme, The Doors, Black Sabbath et Motörhead,. Selon lui, il s'inspire de la musique qu’il écoute, de ses lectures, des films qu'ils regardent, et généralement de tous les événements qui l'ont marqué, provoquant en lui des sentiments et des émotions avec quoi il écrit sa propre musique.
Quant aux textes, la plupart sont consacrés à la vie et à la mort, à l’amour et à la haine, à la dépression, à la paranoïa, aux réflexions sur le suicide, ainsi qu’à d’autres états mentaux de l’Homme. En écrivant ses chansons, Morten tente de leur donner une ambiguïté et des désaccords, afin que chaque auditeur les comprenne à sa manière. « J’utilise de nombreuses métaphores, de symboles qui laissent beaucoup de place à l’imagination de l’auditeur. Je préfère écrire de manière plus profonde et plus compliquée que si je devais dicter les vérités de la raison. », déclare Morten. C’est pourquoi il n’aime pas donner des interviews sur le sens de ses chansons, considérant inutile de passer plusieurs mois à écrire de bons textes, puis simplement d’arriver et de dire « Je voulais dire ça et ça"  ». Morten a accumulé beaucoup d’idées qui n'allaient pas pour Sirenia, il décide donc de créer un projet parallèle dans lequel il pourrait mettre en œuvre toutes ses idées non réalisées. Le nouveau projet est fondé le 6 juillet 2009 et est baptisé Mortemia.

## Nom du projet
Comme pour son précédent groupe Tristania, que Morten créa en modifiant légèrement le mot norvégien « trist », le nom du nouveau groupe est également dérivé d’un mot norvégien. Cette fois, le mot « sirene » a été choisi, auquel Morten ajoute à la fin le suffixe -ia, le mot résultant est lu : sī’rēnēə. Sirene en norvégien signifie "sirène". Dans la mythologie grecque, les sirènes sont des créatures marines à l’image d’oiseau à tête de femme, qui, avec leur chant doux et envoutant, amène les navigateurs à s’écraser sur les plages. Dans les morceaux du groupe on retrouve un Ep et deux chansons dédiées à ces créatures mythiques :  Sirenian Shores du mini-album du même nom,  Sirens of the Seven Seas  de l’album The 13th Floor, ainsi qu’une composition instrumentale Seven Sirens and a Silver tear de l’album An Elixir for Existence. Malgré le fait que le nom Sirenia est inventé, en français il existe le même mot, qui est utilisé pour désigner l'ordre de certains mammifères aquatiques,.

### Tournée
- Club Grotesque - 10 avril 2003, Stavanger, Norvège.
- Infernofestival - 18 avril 2003, Oslo, Norvège.
- Une tournée européenne conjointe avec les groupes Trail of Tears, Edenbridge, Battlelore, Saltatio Mortis, a eu lieu du 13 au 29 mai 2003 en Allemagne, Autriche, Pays-Bas, Belgique, Suisse et Espagne.
- Des concerts conjoints avec le groupe Trail of Tears ont eu lieu du 11 au 22 juin 2003 au Mexique.
- Club Biebob - 13 août 2004, Vosselar, Belgique.
- Summer Darkness Festival - 14 août 2004, Utrecht, Pays-Bas.
- Summer Breeze Festival - 20 août 2004, Abtsgmund,Allemagne.
- Tournée du groupe Tiamat avec le soutien de Theatre of Tragedy, Pain et de Sirenia. Ont eu lieu du 24 décembre 2004 au 9 janvier 2005.
- Nine Destinations and a Downfall, une tournée à l’appui de l’EP du même nom. La tournée a commencé le 24 février 2007 en Russie avec la participation d’une nouvelle chanteuse, a continué en Norvège, en Belgique, en Allemagne, en Turquie, au Danemark, en République tchèque et s’est terminée le 10 juillet 2008 après une pause d’une demi-année en lien avec le départ de Monika. Les deux derniers concerts ont eu lieu avec la participation d'Ailyn. Au cours de cette tournée, un nombre record de festivals a été visité pour Sirenia.
- Le 13th Floor est une tournée à l’appui de l’album du même nom. Le premier concert a eu lieu le 10 mai 2009 dans le club de Moscou "Tochka", puis la tournée a continué en Moldavie, Ukraine, Pologne, Norvège, Espagne et a pris fin le 8 novembre 2009 au Royaume-Uni au Female Metal Festival un festival auquel peuvent participer seulement des groupes de metal avec une chanteuse. Les fonds recueillis ont été versés à l’organisation caritative Macmillan Cancer Support, qui fournit des soins contre le cancer, ainsi qu’à l’Institute for Cancer Research UK [68].
- The Beauty and The Beast Festival Tour est une tournée européenne conjointe avec les groupes Leaves' Eyes, Atrocity, Elis et Stream of Passion, qui a eu lieu du 13 au 28 novembre 2009 en République tchèque, en Hongrie, en Allemagne, en France, en Belgique, aux Pays-Bas, en Suisse et au Luxembourg.
- En 2016, le groupe se retrouve à la tête d’affiche du festival kRock, tenu à Kherson.

## Membres

### Membres actuels
- Morten Veland - grunt, guitare, basse, batterie, synthétiseur, compositeur (depuis 2001)
- Emmanuelle Zoldan - chant (depuis 2016), avec le Sirenian Choir (depuis 2003)
- Nils Courbaron - guitare (depuis 2018)
- Michael Brush - batterie (depuis 2020)

### Membres de tournée
- Jan Erik Soltvedt - guitare (depuis 2011-2020)
- Nils Courbaron - guitare (depuis 2018)
- Michael Brush - batterie (depuis 2020)

### Anciens membres
- Kristian Gundersen - guitare (live), chant clair (sur les albums At Sixes and Sevens, An Elixir for Existence et Sirenian Shores) (2003-2004)
- Henriette Bordvik - chant féminin (2003-2005)
- Monika Pedersen - chant féminin (2006-2007)
- Kristian Olav Torp - basse (live) (2008)
- Pilar « Ailyn » Giménez García - chant féminin (2008-2016)
- Jan Erik Soltvedt - guitare (2011-2020)

### Sirenian Choir
- Damien Surian – chœur enregistrement studio (depuis 2001)
- Mathieu Landry – chœur enregistrement studio (depuis 2003)
- Émilie Bernou – chœur enregistrement studio (depuis 2012)
- Johanna Giraud – chœur sirénien (2001–2004)
- Hubert Piazzola – chœur sirénien (2001–2004)
- Émilie Lesbros – chœur sirénien (2001–2010)
- Sandrine Gouttebel – chœur sirénien (2003–2010)

### Membres de session
- Fabienne Gondamin - chant féminin (sur l'album At Sixes and Sevens) (2002)
- Jan Kenneth Barkved † - chant masculin (sur les albums At Sixes and Sevens et The 13th Floor)
- Hans Henrik Varland - synthétiseur (sur l'album At Sixes and Sevens)
- Pete Johansen - violon (sur l'album At Sixes and Sevens)
- Anne Verdot - violon (sur l'album An Elixir for Existence)
- Stephanie Valentin - violon (sur l'album The 13th Floor)
- Joakim Næss – chant masculin (2012–2016)

### Anciens membres de session
- Bjørnar Landa - guitare (2004-2008)
- Roland Navratil - batterie (2004-2005, 2009)
- Michael S. Krumins - guitare, chant harsh (2008-2011)
- Jonathan A. Perez - batterie (depuis 2003)

## Discographie

### Albums studio
- 2002 : At Sixes and Sevens
- 2004 : An Elixir for Existence
- 2007 : Nine Destinies and a Downfall
- 2009 : The 13th Floor
- 2011 : The Enigma of Life
- 2013 : Perils of the Deep Blue
- 2015 : The Seventh Life Path
- 2016 : Dim Days of Dolor
- 2018 : Arcane Astral Aeons
- 2021 : Riddles, Ruins & Revelations

### Albums
| At Sixes and Sevens                                          | - Réalisé: 13 Aout 2002 - Label: Napalm           | —   | —   | —   | —  | —  | —  | —  | —  |               |
| An Elixir for Existence                                      | - Réalisé: 3 Aout 2004 - Label: Napalm            | —   | —   | —   | —  | —  | —  | —  | —  |               |
| Nine Destinies and a Downfall                                | - Réalisé: 23 février 2007 - Label: Nuclear Blast | —   | —   | 134 | 54 | 85 | —  | —  | —  |               |
| The 13th Floor                                               | - Réalisé: 23 janvier 2009 - Label: Nuclear Blast | —   | —   | 127 | 87 | 67 | —  | —  | —  | - US: 500+    |
| The Enigma of Life                                           | - Réalisé: 21 janvier 2011 - Label: Nuclear Blast | —   | —   | —   | 73 | 53 | —  | —  | —  | - US: 730+    |
| Perils of the Deep Blue                                      | - Réalisé: 28 juin 2013 - Label: Nuclear Blast    | 98  | 89  | 136 | 50 | 43 | 11 | 20 | 97 | - US: 1,560+, |
| The Seventh Life Path                                        | - Réalisé: 8 mai 2015 - Label: Napalm             | 198 | 122 | —   | 68 | 77 | —  | 18 | —  | - US: 1,300+, |
| Dim Days of Dolor                                            | - Réalisé: 11 novembre 2016 - Label: Napalm       | —   | 150 | —   | —  | 89 | 34 | —  | 25 |               |
| Arcane Astral Aeons                                          | - Réalisé: 26 octobre 2018 - Label: Napalm        | 131 | 150 | —   | —  | 80 | —  | —  | —  |               |
| Riddles, Ruins & Revelations                                 | - Released: 12 February 2021 - Label: Napalm      | —   | —   | —   | 89 | 18 | —  | —  | —  |               |
| "—" denotes releases that did not chart or was not released. |                                                   |     |     |     |    |    |    |    |    |               |

### EP
- 2004 : Sirenian Shores

## Vidéographie

### Clips
- 2007 : My Mind's Eye, tiré de l'album Nine destinies and a downfall
- 2007 : The Other Side, tiré de l'album Nine destinies and a downfall
- 2009 : The Path to Decay, tiré de l'album The 13th floor, réalisé par Patric Ullaeus
- 2011 : The End of it All, tiré de l'album The enigma of life, réalisé par Patric Ullaeus
- 2013 : Seven Widows Weep, tiré de l'album Perils of the deep blue
- 2015 : Once My Light, tiré de l'album The seventh life path
- 2016 : Dim Days of Dolor, tiré de l'album Dim Days of Dolor
- 2018 : Into The Night, tiré de l'album Arcane Astral Aeons
- 2020 : Addiction No. 1, tiré de l'album Riddles Ruins & Revelations
- 2023 : Deadlight, tiré de l'album 1977, réalisé par Cécile Delpoïo
- 2023 : Wintry Heart, tiré de l'album 1977

### Lyric video
- 2013 : My Destiny Coming To Pass, tiré de l'album Perils of the Deep Blue
- 2016 : The 12th Hour, tiré de l'album Dim Days Of Dolor
- 2018 : Love Like Cyanide avec la participation de Yannis Papadopoulos, tiré de l'album Arcane Astral Aeons
- 2018 : In Styx Embrace, tiré de l'album Arcane Astral Aeons